# Selidosema oelandica
Selidosema oelandica là một loài bướm đêm trong họ Geometridae.